# Bob Andrews
Robert "Bob" Andrews es un personaje de ficción, perteneciente a la serie de libros Los tres investigadores, creados por el escritor Robert Arthur, haciendo su aparición desde el primer capítulo hasta el último.

## Primeros años
Fue el tercer investigador de los tres miembros de la empresa titulada, Los Tres Investigadores, incluyendo también a Jupiter Jones y Pete Crenshaw, y fue designado, a registros e investigación. Bob es estudioso y meticuloso. Lleva gafas y es el más pequeño de los tres. Trabaja a tiempo parcial en la biblioteca local.

## Personalidad y aspecto físico
Al comienzo de la serie, Bob llevaba una pierna ortopédica, ya que se la había roto mientras rodaban por unos quinientos metros sobre una colina, que fue un récord. Aunque era una molestia para él, no le molestaba la mayor parte del tiempo. El corsé, sin embargo, fue eliminado en algún momento después de que se resolvió el misterio de la momia, y una semana antes de que comenzaran a investigar el Misterio del fantasma verde. 
Su trabajo en la biblioteca, que era a tiempo parcial, ayudaba muchas veces en los casos. Mientras que él carecía de las habilidades deductivas de Júpiter, al igual que Pete, él tenía la capacidad analítica de todo. También fue muy valiente, su valentía, de acuerdo con Júpiter, era comparable a la de un león. Su padre, un periodista , también ayudó en la resolución de los casos, dando valiosas pistas y información.

## Cine
En el año 2007, fue llevada a la pantalla grande una versión de El Misterio en la isla del esqueleto, y el papel de Bob fue interpretado por Cameron Monaghan.